# 邁爾斯弗拉特 (加利福尼亞州)
邁爾斯弗拉特（英語：Myers Flat）是位於美國加利福尼亞州洪堡縣的一個人口普查指定地區。

## 地理
邁爾斯弗拉特的座標為40°15′59″N 123°52′13″W / 40.26639°N 123.87028°W，而該地最高點為海拔高度62米（即203英尺）。

## 人口
根據2010年美國人口普查的數據，邁爾斯弗拉特的面積為1.261平方千米，當中陸地面積為1.119平方千米，而水域面積為0.142平方千米。當地共有人口146人，而人口密度為每平方千米115人。